# Spathiphyllum brevirostre
Spathiphyllum brevirostre är en kallaväxtart som först beskrevs av Frederik Michael Liebmann, och fick sitt nu gällande namn av Heinrich Wilhelm Schott. Spathiphyllum brevirostre ingår i släktet Spathiphyllum och familjen kallaväxter. Inga underarter finns listade.